# Symphyotrichum tradescantii
Symphyotrichum tradescantii (anteriormente Aster tradescantii) é uma espécie de planta com flor da família Asteraceae nativa do nordeste da América do Norte. Os nomes comuns incluem aster do Tradescant, aster da costa e aster de Tradescant (Francês).

## Descrição
Symphyotrichum tradescantii é uma espécie herbácea perene.

## Distribuição e habitat
Symphyotrichum tradescantii é nativa do nordeste da América do Norte no Canadá (New Brunswick, Newfoundland, Nova Escócia e Québec) e nos Estados Unidos (Maine, Massachusetts, New Hampshire, New Jersey, New York, Rhode Island e Vermont).

### Introduzido
É uma espécie introduzida na República Tcheca, Eslováquia, Eslovénia e Croácia.

### Habitat
S. tradescantii é encontrada em habitats húmidos e rochosos, como costas, riachos e estuários de água doce.